# Agència Espacial Italiana
L'Agència Espacial Italiana (acrònim ASI, en italià Agenzia Spaziale Italiana) va ser fundada el 1988 per promoure i coordinar les activitats espacials a Itàlia. Depèn del ministeri della Università e della Ricerca Scientífica e Tecnologica i col·labora amb nombroses entitats del sector, com la NASA i l'ESA. Internacionalment, l'ASI forma part del consell de l'ESA. Les oficines de l'ASI estan situades a Roma, a més a més de dos centres operatius a Matera i Trapani i un port espacial, la Plataforma San Marco, a la costa litoral de Kenya.